# Млекоминци
Млекоминци (на сръбски: Млекоминци или Mlekominci) е село в Община Босилеград, Сърбия. Има население от 88 жители (по преброяване от септември 2011 г.).

## Демография
- 1948 – 154
- 1953 – 263
- 1961 – 241
- 1971 – 198
- 1981 – 145
- 1991 – 135
- 2002 – 124
- 2002 – 88

## Етнически състав
(2002)
- 62,90% българи
- 12,09% сърби